# Бондин (тауншип)
Бондин (англ. Bondin) — тауншип в округе Марри, Миннесота, США. На 2000 год его население составило 335 человек.

## География
По данным Бюро переписи населения США площадь тауншипа составляет 91,3 км², из которых 90,8 км² занимает суша, а 0,5 км² — вода (0,60 %).

## Демография
По данным переписи населения 2000 года здесь находились 335 человек, 119 домохозяйств и 94 семьи.  Плотность населения —  3,7 чел./км².  На территории тауншипа расположено 127 построек со средней плотностью 1,4 построек на один квадратный километр. Расовый состав населения: 99,40 % белых и 0,60 % приходится на две или более других рас.
Из 119 домохозяйств в 39,5 % воспитывались дети до 18 лет, в 76,5 % проживали супружеские пары, в 3,4 % проживали незамужние женщины и в 20,2 % домохозяйств проживали несемейные люди. 15,1 % домохозяйств состояли из одного человека, при том 5,9 % из — одиноких пожилых людей старше 65 лет. Средний размер домохозяйства — 2,82, а семьи — 3,20 человека.
32,2 % населения — младше 18 лет, 4,5 % — в возрасте от 18 до 24 лет, 24,8 % — от 25 до 44, 23,0 % — от 45 до 64, и 15,5 % — старше 65 лет. Средний возраст — 39 лет. На каждые 100 женщин приходилось 104,3 мужчин.  На каждые 100 женщин старше 18 приходилось 104,5 мужчин.
Средний годовой доход домохозяйства составлял 46 000 долларов, а средний годовой доход семьи —  49 167 долларов. Средний доход мужчин —  26 389  долларов, в то время как у женщин — 18 646. Доход на душу населения составил 16 398 долларов. За чертой бедности находились 6,4 % семей и 5,0 % всего населения тауншипа, из которых 4,0 % младше 18 лет.